# ديلياج (كيبك)
ديلياج (بالإنجليزية: Déléage, Quebec)‏ هي بلدية محلية في كيبيك تقع في كندا في La Vallée-de-la-Gatineau Regional County Municipality.[بحاجة لمصدر] يقدر عدد سكانها بـ 1,856 نسمة ومساحتها 265.70 كم2 .